# Мешок с костями
«Мешок с костями» (англ. Bag of Bones) — тридцать пятый роман американского писателя Стивена Кинга, написанный в жанре готической литературы с элементами ужасов. Впервые был опубликован в 1998 году издательством «Charles Scribner's Sons». Повествование ведётся от лица писателя Майка Нунэна, который после смерти беременной жены Джоанны испытывает многолетний творческий кризис. Уехав в свой старый загородный коттедж, называемый «Сарой-Хохотушкой», Майк становится свидетелем странных событий, связанных с его коттеджем, находящимся рядом с ним озером и своими новыми знакомыми.
Произведение было написано под вдохновением от романа Дафны Дюморье «Ребекка». Изначально рассчитанный на широкую аудиторию, роман стал первой опубликованной работой автора после прекращения отношений с прежним издательством — «Viking Press». 
Роман продержался 20 недель в списке бестселлеров газеты New York Times, получил «Премию Брэма Стокера», «Британскую премию фэнтези» и премию «Локус». Литературные критики снисходительно отнеслись к работе Кинга, выполненной им в классической манере. Они похвалили неожиданные сюжетные повороты, острые диалоги, утончённый писательский стиль, эмоциональность сюжета, но остались недовольны слиянием повседневной части романа со сверхъестественной, а также некоторой недосказанностью и нелогичностью повествования.
Роман был экранизирован в формате телевизионного мини-сериала, который был показан в 2011 году на телеканале «A&E Network».

## Сюжет
40-летний писатель Майк Нунэн страдает писательским психологическим барьером, который появился после того, как его беременная жена Джоанна внезапно умерла от аневризмы мозга. После её смерти прошло 4 года, но Майк по-прежнему скорбит об утрате и также страдает от ночных кошмаров, связанных с его коттеджем в городе ТР-90 (назван в честь его координат на карте) в штате Мэн. Он решает противостоять своему страху и приезжает в свой старый коттедж под названием «Сара-Хохотушка», находящийся на берегу озера Тёмный След.
В первый же день Нунэн встречает 3-летнюю девочку Киру и её 20-летнюю мать-вдову Мэри (Мэтти) Дивоур, от которой он узнаёт, что её свёкор (85-летний миллионер Максуэлл (Макс) Дивоур) всеми способами пытается получить опеку над своей внучкой. Майк постепенно привязывается к Мэтти и Кире и, желая помочь им выиграть дело об опеке, нанимает адвоката Джона Сторроу. Всё начинает налаживаться, и Майк избавляется от писательского барьера и вновь начинает писать, неожиданно для себя понимая, что призрак его умершей жены пытается помочь ему раскрыть тайну Сары Тидуэлл — темнокожей блюзовой певицы, которой раньше принадлежал коттедж Майка и чей дух сейчас обитает в нём. У Майка снова появляются тревожные сны и видения и постепенно он понимает, что имеет какую-то психологическую связь с Мэтти и Кирой. Макс Дивоур и его личная помощница Роджетт Уитмор пытаются убить Нунэна (в первый раз столкнув его в озеро, во второй раз закидывая камнями), но он выживает благодаря помощи призрака Джоанны. На следующий день после этого случая Макс Дивоур, осознав, что не сможет выиграть дело об опеке, кончает жизнь самоубийством.
Джон Сторроу и частный детектив Джордж Кеннеди начинают праздновать победу в деле об опеке в связи с самоубийством Дивоура вместе с Майком и Мэтти. Неожиданно к трейлеру, у которого расположились герои, подъезжает автомобиль и из него открывают стрельбу; в итоге Сторроу и Кеннеди ранены, а Мэтти погибает. Джордж Кеннеди стреляет в автомобиль, убивает водителя и при помощи Майка захватывает стрелка; после этого Нунэн увозит Киру к себе домой. Под влиянием призрака Сары Тидуэлл Майком овладевают мысли о том, чтобы утопить девочку и покончить с собой, но призрак Джоанны мешает Нунэну и пытается заставить его обратить внимание на рукопись романа, который он начал писать. На её страницах Майк обнаруживает подсказки, которые помогают ему обнаружить спрятанные документы Джоанны, доказывающие его родство с одной из местных семей.
У нескольких семей, которые положили начало массовым утоплениям в озере Тёмный След, были дети, чьи имена начинались на букву «K». Майк догадывается, что следующей жертвой может стать Кира, являющаяся потомком Макса Дивоура; документы также показывают, что следующим утопленником мог бы стать нерождённый ребёнок Майка и Джоанны, которого они так же хотели назвать именем на букву «K». Нунэн осознаёт, что это проклятие Сары Тидуэлл за то, что было сделано с ней десятки лет назад, и отправляется на поиски старой могилы Сары. Призраки старых семей пытаются остановить Нунэна, у которого вскоре появляется видение того, как эти люди жестоко изнасиловали и убили Сару, а после утопили в озере её сына Кито; все дети, имя которых начиналось на букву «K», были потомками этих людей. Майк не останавливается и находит могилы Сары и Кито Тидуэллов. Уничтожив кости, он снимает проклятие и уничтожает её призрак.
Вернувшись в коттедж, Майк обнаруживает, что Роджетт Уитмор похитила Киру. Он преследует их до озера Тёмный След и в процессе погони к нему приходит понимание, что Роджетт является родственницей Макса Дивоура. Вскоре появляется призрак Мэтти, который сталкивает Роджетт в воду. Роджетт пытается утащить за собой Майка, но её протыкает обломком доски от причала и Роджетт тонет. Призрак Мэтти прощается с Кирой и Майком и просит его позаботиться о своей дочери.
Роман заканчивается эпилогом, в котором Майк Нунэн пытается удочерить Киру; это заняло больше времени, чем ожидалось, но остаётся неизвестным, сделал он это или нет. Также у Майка снова восстанавливается писательский психологический барьер, и он вновь полностью перестаёт писать.

## История создания

### Написание
Стивен Кинг начал работу над романом в 1997 году и закончил спустя 8 месяцев:252-254, в феврале 1998 года:363. Кинг не спал несколько ночей, работая над книгой. Роман писался от руки со скоростью 11 страниц в день:207. По количеству текста произведение считается десятым из числа самых объёмных работ автора. Название произведения было позаимствовано из крылатой фразы Томаса Харди — «Самый живой персонаж романа — это всего лишь мешок с костями»:252-254. Учитывая сюжет романа, это выражение приобретает более мрачный и буквальный смысл. По задумке роман «Мешок с костями» должен был соответствовать готической концепции: «Это роман о тайнах, о вещах, которые похоронили, и они какое-то время лежали, никем не замеченные, пока не пошёл запашок, как от закопанного трупа», — говорил Стивен Кинг. Произведение писалось под вдохновением от романа Дафны Дюморье «Ребекка», в котором женщина выходит замуж за человека, преследуемого памятью о покойной жене. Повествование в книге ведётся от первого лица, что писатель редко практиковал в своих работах крупной формы:319-320.
В своих мемуарах «Как писать книги» Кинг относил произведение к числу романов с запланированным сюжетом, готической и сложной фабулой про овдовевшего писателя в доме с призраками. «История ТР-90 и рассказ о том, чего действительно хотела покойная жена писателя Майка Нунэна в своё последнее лето, возникли спонтанно — другими словами, они были частью одной окаменелости», — писал он. Львиная доля романа посвящена предыстории — первой работе главного героя, продаже первого романа, отношениям с братьями погибшей жены и воспоминаниям о «Саре-Хохотушке», что нестандартно для работ Кинга. Такой ход понравился жене Стивена (Табите Кинг), хотя она и попросила мужа убрать подробности службы Майка в городском совете, чтобы не утомлять читателя излишними деталями. Признав это замечание справедливым, Кинг сократил этот фрагмент сюжета до пары абзацев. Кинг не скрывал, что центральной темой произведения являются отношения отцов и дочерей в глубинке. Помимо прочего, он описывал сексуальное притяжение между 50-летним мужчиной и 20-летней женщиной.
Кинг старался дистанцировать от себя Майка Нунэна, из общих черт он признавал схожесть в подходе к работе и взглядах на творчество. В остальном герой книги менее успешен, бездетен и переживает творческий кризис:319-320. По сюжету Майк «копил» свои романы, откладывая их публикацию. Эту деталь Кинг почерпнул из слухов о Даниэле Стил — она якобы пишет по три романа в год, но публикует только два. Нечто подобное к окончанию своего творческого пути практиковала и Агата Кристи. Как и герой романа, Стивен Кинг также испытывал временный писательский барьер в 1987 году. Коттедж «Сара-Хохотушка» во многом списан с летнего дома Кинга, расположенного в штате Мэн, а прототипом озера Тёмный След является озеро Кезер из Сентер-Ловелла:252-254.
Роман, по обыкновению, имеет множество перекрёстных связей с другими работами писателя:
- Коттедж Майка Нунэна появляется в цикле «Тёмная Башня» под именем «Кара-Хохотушка»[20].
- Скандальная газета «Inside View», фигурирующая в романе, ранее упоминалась в романах «Бесплодные земли»[21] и «Мёртвая зона»[22].
- Майк Нунэн живёт в Дерри[23] — вымышленном городе, занявшем важное место в творчестве писателя[4]:179-184.
- В книге также упоминаются персонажи Уильям (Билл) Денбро («Оно»[24][23][25]), Ральф Робертс («Бессонница»[26]:230; в романе раскрывается его работа (после женитьбы он стал добровольцем Красного Креста) и упоминается его гибель под колёсами автомобиля (произошла примерно через 6 месяцев после встречи с Нунэном)), Норрис Риджвик, Алан Пэнгборн, Патрисия Чалмерс («Нужные вещи»[27][25]; Риджвик по-прежнему был шерифом Касл-Рока, а Пэнгборн и Чалмерс переехали в Нью-Гэмпшир), Рэймонд (Рэй) Гаррати («Долгая прогулка»[28][29]:15; персонаж упоминается как главный герой нового романа Нунэна) и Джесси Берлингейм («Игра Джералда»[23]), а также становится ясна дальнейшая судьба Тадеуша (Тэда) Бомонда («Тёмная половина») — он покончил жизнь самоубийством после развода с женой[30][4]:150-151[29]:12.

По мнению ряда критиков, сценарий видеоигры «Alan Wake» был написан под влиянием романа.

### Публикация
Писатель запросил за произведение с издательства «Viking Press» 18 000 000 долларов. По одной из версий, столь высокая сумма была обусловлена финансовыми потребностями — старший сын Кинга (Джо Хилл) намеревался жениться, и паре требовалось купить дом:252-254. По другим данным Кинг устал от долгого сотрудничества с Viking и искал повод для ухода:319. Кинг был разочарован, что его позиционируют исключительно как автора романов ужасов. В интервью журналу Time он также уточнил, что хотел обойти Тома Клэнси, чьи произведения продавались более успешно. Издатели не согласились, сочтя, что книга не окупится, и Стивен заключил новый контракт с Simon & Schuster на публикацию трёх романов. Он получил 2 000 000 долларов авансом:318 и гарантию 55 % доходов от будущих продаж книги. Новая схема оплаты должна была обеспечить получение более высокой прибыли. Пресса стала обвинять писателя в жадности, и Стивен впоследствии считал всю эту ситуацию глупой. По его словам, если бы время можно было повернуть вспять, он продал бы книгу за 1 доллар.
Распространению книги способствовала широкая рекламная кампания. Фокус-группа потратила четыре ночи, чтобы узнать причину оттока читателей, которым сопровождался выход предыдущих работ Кинга. По результатам их анализа, женщины переставали его читать, узнав, что он пишет ужастики. Поэтому пресс-релиз описывал «Мешок с костями» как «историю любви с привидениями», а на суперобложке книги крупным шрифтом сообщалось о полученной автором премии О. Генри:319-320. Книгу продвигали Эми Тан и Глория Нэйлор, о произведении вещали транспаранты, активно рекламировали роман магазины сети Blockbuster. Во время рекламного тура произведения, в который также входила поездка в Великобританию, писатель сообщал, что хотел бы «уйти на покой»:319-320. По слухам, роман должен был стать последней работой автора.
«Мешок с костями» стал тридцать пятым романом в библиографии Стивена Кинга. Он был опубликован 22 сентября 1998 года подразделением Simon & Schuster — Scribner:252-254:188. После публикации книги Кинг получил около 4000 писем, связанных с «Мешком с костями». Первый тираж романа составил 1 360 000 экземпляров; также было издано 9000 копий предварительного издания. Ограниченное британское издание в 500 экземпляров поступило в продажу до американского. Все экземпляры этой версии книги были подписаны писателем на экслибрисе:12. Всего было продано 1,55 млн экземпляров романа. На русском языке «Мешок с костями» был издан в 2002 году в переводе Виктора Вебера:317. На немецком языке в переводе Йоахима Корбера роман получил название «Сара».

Писатель говорил: 
Я счастлив, что поиски нового издателя так успешно закончилась. В «Мешке с костями» есть всё, что я теперь знаю о браке, похоти и призраках, и для меня было важно найти подходящего партнера, чтобы  опубликовать его<...> я хотел принести издателю лучшую книгу из имеющихся, которую в состоянии написать. Я хотел рассказать историю, которая будет радовать как своих старых друзей так и, возможно, завоюет несколько новых:12
Адаптация «Мешка с костями» в формате аудиокниги появилась в 1998 году на кассетах и CD-дисках. Текст читал сам Стивен Кинг. Длительность начитки составила 22 часа. Своим персонажам из города ТР-90 Стивен при чтении придал специфические особенности речи и акцент. В ряде сцен были использованы звуковые эффекты. Кинг самостоятельно спел песни Сары Тидуэлл. Продюсировала запись Ив Беглариен, ранее помогавшая с адаптацией рассказа «Человек в чёрном костюме».

## Отзывы
Книга попала в список бестселлеров газеты New York Times, где продержалась 20 недель, в их числе на первом месте — один месяц:319-320. В 1999 году роман получил несколько престижных наград — «Премию Брэма Стокера», «Британскую премию фэнтези», а также премию «Локус» в номинации «тёмное фэнтези/роман ужасов». Publishers Weekly поставил произведение на третье место в списке бестселлеров 1998 года, а в списке лучших книг второго тысячелетия по версии Amazon (англ. Amazon Best of Millennium Poll) книга расположилась на семьдесят третьей позиции. «Мешок с костями» часть критиков называла кульминацией творчества писателя, одной из самых ярких и эффектных его работ, и даже одним из лучших романов писателя. Другие же писали, что книга, учитывая её недостатки, «живая», но вряд ли лучшая. Писатель поднял общее качество и эмоциональность романа, добавил истории о призраках романтики, триллера и саспенса. Произведение получило благоприятные отзывы даже от тех обозревателей, которые ранее не читали книг автора.
Необъяснимые проявления потусторонних сил, тайны, духи, общающиеся с помощью магнитиков на холодильнике формируют классическую кинговскую историю. Критики отмечали, что «Мешок с костями» перекликается с «Историей Лизи» с некоторой сменой ролей:89:372-373. Изучению тематики писательства и непокорённых муз Кинг посвятил такие работы как «Мизери», «Сияние», «Секретное окно, секретный сад», «Тёмная половина», отчасти «Жребий». В отличие от других схожих работ, Кинг концентрируется на деталях литературного процесса, а также на связи между реальным и вымышленным мирами. На другом уровне восприятия роман видится как история будничного писательского бизнеса, наполненная отсылками к «Писцу Бартлби», «Ребекке» и коллегам по спискам бестселлеров — Гришему, Клэнси, Ауэлу. В книге порядка сорока отсылок к различного рода авторам. Хайди Стрейнджелл видела много общего у романа с произведением «Замок Отранто» — мелодрамой, в котором прошлое преследует настоящее, архетипом Призрака и готической галереей героев:100.

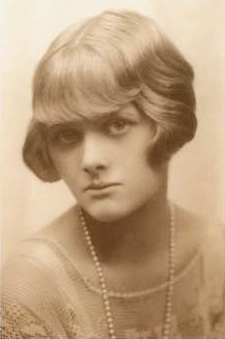
Кинг осознанно использует некоторые сюжетные линии романа «Ребекка» Дафны Дюморье (на фото). Среди героев этой книги есть персонажи, похожие на Джоанну Нунэн и Макса Дивоура

Обозреватели сравнивали Майка Нунэна с самим Кингом, Мэри Хиггинс Кларк и Полом Шелдоном. В книге он предстаёт как писатель средний руки, пользующийся спросом автор романтичных халтурных романов. Благодаря этому герою Кинг посвящает читателя в интимный творческий процесс. Подсознание Нунэна обёрнуто тонкой тканью повседневной жизни, оно полно предчувствий, внезапных озарений и ужасных видений. Его траур по умершей жене сопровождается открытием тёмных событий прошлого. Маленькая Кира пробуждает в нём нереализованное чувство отцовства. Майка Нунэна относили к числу идеализированных отцов и мужей, как Стюарта Редмана из «Противостояния», Эдгара Фримантла из «Дьюма-Ки» или Уильяма Стейнера из «Розы Марены»:88. Личные и профессиональные проблемы героя занимают доминирующее место в книге. В парализованном миллионере Максе Дивоуре писатель выразил сильную неприязнь к богачам:254; в книге этот персонаж предстаёт как воплощение зла с сильными связями из прошлого. Рецензенты связывали смерть Мэтти Дивоур с тем, что повествование заходило в тупик. Сексуальные сцены в романе исследователь творчества Кинга Тони Магистрейл называет приторно романтизированными:90.
Связь между повседневным и сверхъестественным в произведении ощущается больше как искусственная, нежели органическая. С одной стороны Стивен пытается говорить о серьёзных темах — творчестве, тяжёлых утратах, пороках расизма, однако результат оказывается скучным. При этом объяснение многих сверхъестественных вещей «остаётся за скобками». Критики задавались вопросами, почему уничтожение реального мешка с костями даёт возможность избавиться от весьма стойкого злого духа и кто такие «аутсайдеры», появляющиеся за 35 страниц до конца романа, рассчитанные на объяснение фантомных метаморфоз убитого. В романе присутствуют сцены, кажущиеся убедительными при прочтении, но смешными задним числом, в частности эпизод с тонущим Майком, в которого инвалид-колясочник бросает камни. Некоторым рецензентам не понравились многочисленные вставки о взглядах на творчество ряда писателей, из-за чего книгу называли затянутой:254. Мелодраматические пассажи требуют определенного терпения от читателя. Похожесть на ранние работы автора некоторые обозреватели расценивали как плагиат.
Акцент на романтическую линию стал попыткой писателя обратиться к женской аудитории, сделав написанное «удивительно старомодным». Начало произведения с темы скорби по умершей жене было охарактеризовано как сильное и многообещающее. Кинг достоверно описал писательский быт и сплочённое общество сельской глубинки, не скупился на использование литературных метафор, поднял темы расизма и ксенофобии. Похвалы заслужила сюжетная многоплановость книги — история постоянно берёт какое-либо новое направление, что примечательно для автора с 25-летнем стажем. Однако и в этом аспекте богатое воображение писателя уступает логике сюжета. Особых восторгов удостоился стиль письма, ставший уточнённым, зрелым и элегантным, сохранившим остроумие, в котором, впрочем, всё же периодически встречается «необработанный „Гран-Гиньоль“». В повествовании, наполненном сочными и острыми диалогами, призраки играют второстепенную роль на фоне действительно мучительного кризиса среднего возраста Майка Нунэна. Ведение повествования от первого лица способствовало восприятию написанного как дневника. Книга рассчитана на любителей сильных эмоций.
Роман попадает сразу в две категории книг автора — как в число произведений, строящихся вокруг истории персонажа («Зелёная миля», «Рита Хейуорт и спасение из Шоушенка»), так и в истории, построенные на «идее», которые Чарльз де Линт называет «смесью шока и трэша» («Регуляторы», «Безнадёга»). Кинг так и не смог решить, является ли «Мешок с костями» серьёзной работой на ниве художественной литературы или блокбастерным ужастиком. Даниэль Мендельсон, обозреватель New York Times, писал: «Берущая за душу история о таких знакомых общечеловеческих проблемах была брошена на полпути ради сказки о сверхъестественном, в конечном итоге не столь уж страшной… Можно подумать, что свою главную шутку книга шутит над издательским бизнесом. А как ещё понимать сагу о сверхъестественном, в которой литературные агенты страшнее призраков?». Грэйди Хендрикс отмечал, что «Мешок с костями», несмотря на свою увлекательность, «теряет направление на полпути», после чего начинается нагромождение почти случайных тем, достигающее к концовке готического размаха и гротескных пропорций. Обозреватель Fantasy & Science Fiction Чарльз де Линт назвал произведение мощным и динамичным романом, в котором все тревожные сцены использованы более уместно, чем это получалось в более ранних работах.

## Экранизация
Изначально предполагалось, что роман будет экранизирован в форме полнометражного фильма, а главную роль исполнит Брюс Уиллис:285, выкупивший права на экранизацию. Позже режиссёром был назначен Мик Гаррис. Для него это было седьмое произведение Кинга, которое он адаптировал для больших или малых экранов. Поначалу режиссёр хотел снимать фильм в Майами, но из-за недостатка финансирования съёмки были проведены в Канаде, а фильм стала мини-сериалом (в двух сериях). «Мешок с костями» транслировали в 2011 году на телеканале «A&E Network». Майка Нунэна в телеверсии исполнил Пирс Броснан, Джоанну Нунэн — Аннабет Гиш, Мэтти Дивоур — Мелисса Джордж. Сценарий был написан Мэттом Венном и дополнен Стивеном Кингом, благодаря чему в повествовании появились отсылки к творчеству писателя.
Критикой экранизация была воспринята прохладно. К числу основных недостатков картины приписывали неудачный выбор актёра на главную роль (Пирс Броснан, по мнению многих, «ужасно переигрывал»), а также скучный сюжет и затянутость.